# Castello di Santimento
Das Castello di Santimento oder Castello di Sant’Imento ist eine mittelalterliche Burg in Sant’Imento, einem Ortsteil der Gemeinde Rottofreno in der italienischen Emilia-Romagna. Das Gebäude liegt in der offenen Poebene unweit des Po.

## Geschichte
Die Burg wurde im Laufe des 13. Jahrhunderts errichtet: Das Gebäude wurde erstmals in einem Dokument aus dem Jahre 1291 urkundlich erwähnt, in dem Jahr, in dem auch die Bauarbeiten an der örtlichen Kirche begannen, die von den reichen Kaufleuten Giovanni und Umberto Palmieri finanziert wurden, die auch Eigentümer der Burg waren. 1299 wurde die Burg zusammen mit einigen Gebieten, die dazugehörten, Eigentum von Alberto Scotti als Teil einer Rückzahlung für einen Kredit, den er den Palmieris gewährt hatte. Später gab Alberto Scotti die Burg an Giovanni Scotti, den Sohn von Rinaldo Scotti, gegen eine Zahlung von 2500 Lire weiter.
1303 handelte Alberto Scotti für seinen Verwandten einen komplexen Immobilientausch mit dem Bischof von Piacenza, Alberico, aus, der vorsah, dass das Castello di Varsi und die zugehörigen Besitzungen gegen das Castello di Santimento einschließlich einiger zugehöriger Gebiete gegen eine gesamte Zuzahlung von 3000 Pertiche Piacentine, vieler Zehntenregionen, einiger Vasallengebiete und der Dörfer Troia, Soprarivo, Calendasco und Rotofreno getauscht würden. Der Vertrag sah auch den Verzicht auf das Patronat über die Pfarrkirche von Santimento vor.
1313 überfielen Söldner, die vom künftigen Herrn von Mailand, Galeazzo I. Visconti bezahlt wurden, das Dorf und die Burg am Ende einer Aktion gegen die örtliche guelfische Fraktion. 1372 rebellierte im Krieg zwischen dem Papsttum und dem Herzogtum Mailand der Viscontis das Castello di Santimento, das zu dieser Zeit der Familie Arcelli gehörte, gegen seine Eigentümer und kämpfte an der Front, die den Papst unterstützte. 1392 gehörte das Lehen Santimento dem Bischof Pietro IV. de Manieri, Protomedicus (dt.: Gesundheitsminister) von Galeazzo II. Visconti. 1412 vergab der Herzog von Mailand, Filippo Maria Visconti, Santimento erneut an die Familie Arcelli.
1449 war die Burg immer noch Eigentum der Familie Arcelli, denen sie aber 1482 entzogen und wieder dem Bistum Piacenza zurückgegeben wurde: Der Bischof von Piacenza hatte den Besitz des örtlichen Lehens seit der Zeit des Tausches der Güter unter der Regie von Alberto Scotti beansprucht. Gleichzeitig sah sich die Familie Arcelli in das Lehen investiert, weil sie jedes Jahr zwei Bracchi an den Herzog von Mailand zahlte. Als der Bischof Fabrizio Marliani die Summe von 1000 Goldscudi an den Herzog von Mailand zahlte, um sich das Eigentum an dem Lehen zu sichern, beschloss Francesco Arcelli, den Prälaten bei der Messe am Heiligen Abend zu ermorden, die im Dom von Piacenza gefeiert wurde. Aber dem Bischof gelang es, von dem Plan der Familie Arcelli im Voraus zu erfahren; er ließ die Attentäter verhaften, die nach Mailand gebracht und dort zum Tode verurteilt wurden; sie verrieten die Arcellis, denen daraufhin vom Senat von Mailand das Lehen als verwirkt erklärt wurde. Sobald der Bischof wieder in den Besitz der Burg gelangt war, ließ er mit einer Reihe von Arbeiten daran beginnen; die Burg befand sich vermutlich im Zustand des Verfalls.
Obwohl die Familie Arcelli beharrlich versuchte, das Lehen zurückzubekommen, verblieb die Burg bis in die zweite Hälfte des 19. Jahrhunderts unter kirchlicher Kontrolle. Dann wurde sie auf Betreiben des Bischofs Giovanni Battista Scalabrini verkauft; dieser investierte, was er für den Verkauf erhalten hatte, in ein Landhaus in San Polo in Podenzano.

## Beschreibung
Die Burg ist aus Mauerziegeln erbaut und hat einen rechteckigen Grundriss. Das Gebäude wurde im Laufe der Zeit mehrfach umgebaut und unterscheidet sich vom Urzustand, wenn auch verschiedene Elemente so bleiben, wie sie ursprünglich waren, insbesondere außen, an der Hauptfassade. Im Gegensatz dazu haben die Innenräume einen Großteil der Elemente verloren, die sie ursprünglich ausmachten.
Zu den hauptsächlichen Umbauten gehörten die Aufstockung des Bergfrieds mit quadratischem Grundriss, der sich bündig mit der Hauptfassade erhebt, und des Turms an dessen Seite, der als Schlupftür diente, wo ursprünglich ein Eingang mit Zugbrücke und Fußgängerbrücke zur Überbrückung des Burggrabens war, der heute noch existiert. Über den Einkerbungen von der Zugbrücke gibt es einen Fries, der aus Mauerziegeln im Sägezahnmuster besteht, als Dekoration.